# Régis Brouard
Régis Brouard (Antony, Francia, 17 de enero de 1967) es un exjugador y entrenador de fútbol francés que actualmente entrena al FC Rouen.

## Trayectoria
En la Copa de Francia de 2012 obtuvo el subcampeonato tras caer derrotado ante el Olympique de Lyon por un gol a cero en el Stade de France, tras haber eliminado al Olympique de Marsella y al Rennes FC.
Es fichado por dos temporadas como entrenador del Red Star, que acaba de bajar a tercera división francesa el 13 de junio de 2016,

## Clubes

### Como jugador
| Equipo                 | País    | Año       | Partidos | Goles |
| ---------------------- | ------- | --------- | -------- | ----- |
| Rodez AF               | Francia | 1985-1990 | 127      | 12    |
| Montpellier HSC        | Francia | 1990-1992 | 9        | 0     |
| FC Bourges             | Francia | 1992-1994 | 61       | 8     |
| Chamois Niortais       | Francia | 1994-1996 | 65       | 10    |
| FC Red Star Saint-Ouen | Francia | 1996-1997 | 33       | 14    |
| SM Caen                | Francia | 1997-1999 | 61       | 9     |
| Nîmes Olympique        | Francia | 1999-2001 | 56       | 4     |
| AS Cannes              | Francia | 2001-2003 | 40       | 4     |

### Como entrenador
| Equipo              | País       | Año       |
| ------------------- | ---------- | --------- |
| Rodez AF            | Francia    | 2003-2005 |
| Nîmes Olympique     | Francia    | 2005-2007 |
| US Quevilly         | Francia    | 2008-2012 |
| Clermont Foot       | Francia    | 2012-2014 |
| Chamois Niortais FC | Francia    | 2014-2016 |
| AFC Tubize          | Bélgica    | 2016-2017 |
| Red Star FC         | Francia    | 2017-2018 |
| Racing Union        | Luxemburgo | 2018-2021 |
| SC Bastia           | Francia    | 2021-2024 |
| FC Rouen            | Francia    | 2024-Act. |